# Pelazoneuron
Pelazoneuron, rod papratnjača iz porodice Thelypteridaceae, dio reda osladolike. Šest vrsta raste po tropskoj Africi i Madagaskaru
Rod je opisan 2021. revizijom porodice Thelypteridaceae

## Vrste
1. Pelazoneuron abruptum (C. Presl) A. R. Sm. & S. E. Fawc.
2. Pelazoneuron acunae (C. Sánchez & Zavaro) comb. ined.
3. Pelazoneuron albicaule (Fee) A. R. Sm. & S. E. Fawc.
4. Pelazoneuron augescens (Link) A. R. Sm. & S. E. Fawc.
5. Pelazoneuron berroi (C. Chr.) A. R. Sm. & S. E. Fawc.
6. Pelazoneuron blepharis (A. R. Sm.) A. R. Sm. & S. E. Fawc.
7. Pelazoneuron clivale (A. R. Sm.) A. R. Sm. & S. E. Fawc.
8. Pelazoneuron cretaceum (A. R. Sm.) A. R. Sm. & S. E. Fawc.
9. Pelazoneuron depilatum (A. R. Sm.) A. R. Sm. & S. E. Fawc.
10. Pelazoneuron invisum (Sw.) comb. ined.
11. Pelazoneuron kunthii (Desv.) A. R. Sm. & S. E. Fawc.
12. Pelazoneuron lanosum (C. Chr.) A. R. Sm. & S. E. Fawc.
13. Pelazoneuron ovatum (R. P. St. John) A. R. Sm. & S. E. Fawc.
14. Pelazoneuron oviedoae (C. Sánchez & Zavaro) comb. ined.
15. Pelazoneuron patens (Sw.) A. R. Sm. & S. E. Fawc.
16. Pelazoneuron puberulum (Baker) A. R. Sm. & S. E. Fawc.
17. Pelazoneuron schizotis (Hook.) A. R. Sm. & S. E. Fawc.
18. Pelazoneuron serra (Sw.) A. R. Sm. & S. E. Fawc.
19. Pelazoneuron tuerckheimii (Donn. Sm.) A. R. Sm. & S. E. Fawc.